# Eurocypria Airlines
Eurocypria Airlines var ett flygbolag baserat i Larnaca på Cypern. Bolaget bedriver mestadels charterflygningar, främst från Cypern till över 40 destinationer. Dess huvudsakliga bas är Larnacas internationella flygplats på Cypern. Bolaget stängdes år 2010.

## Historia
Eurocypria Airlines bildades den 12 juni 1992 som ett helägt dotterbolag till Cyprus Airways, och var det första charterbolaget baserat på Cypern. Flygverksamheten inleddes den 25 mars 1992 med två nya Airbus A320-flygplan. Två ytterligare flygplan av samma typ tillkom några år senare. Sedan 2001 har flygbolaget också bedrivit reguljär flygtrafik från Cypern.
År 2003 ersatte Eurocypria sina Airbus 320-flygplan med fyra nya Boeing 737-800. Ytterligare två Boeing 737-800-flygplan anskaffades år 2006.
Den 28 juni 2006 sålde Cyprus Airways hela aktiekapitalet i Eurocypria till Cyperns regering.

## Flotta
Eurocypria Airlines flotta består av följande flygplan:
Samtliga flygplan är utrustade med Winglets och medelåldern på flygplanen är under sex år (i augusti 2009).